# Karl Nilsson (företagsledare)
Karl Nils Anders Nilsson, född 28 augusti 1907 i Malmö, död 6 mars 1986 i Lund, var en svensk företagsledare.

## Biografi
Karl Nilsson utexaminerades från KTH 1931. Han var anställd vid STAB 1931–1932, AB Svenska Fläktfabriken 1932–1933 och Asea Electric India Ltd Bombay 1933–1943. År 1943 återvände han till AB Svenska Fläktfabriken, där han blev chef för industriavdelningen 1944, försäljningschef 1949, överingenjör 1950 och vice verkställande direktör 1953–1959. Han var anställd hos Asea i Västerås 1959–1962.
Efter att inledningsvis ha biträtt Curt Nicolin som vice verkställande direktör, utsågs Karl Nilsson 1962 till verkställande direktör för SAS. Han lämnade uppdraget 1969. Under samma tid (1962–1969) var han även styrelseledamot i Linjeflyg AB och Thai Airways International.
Nilsson var styrelseordförande för AB Svenska Fläktfabriken 1970–1980 (sedan hedersordförande), AB Zander & Ingerström 1972–1980, Wasabröd AB 1975–1979 och Stiftelsen Båstadtennis 1965–1983. Han var vice styrelseordförande för Alfa-Laval AB 1970–1980 och Nife Jungner AB 1970–1984 samt styrelseledamot i AB Electro-Invest 1960–1979.

## Familj
Karl Nilsson var son till bagarmästaren Per Nilsson och Mathilda, född Andersson[2]. Karl Nilsson gifte sig 1938 med Maj Ljung, född 1910, dotter till köpmannen Axel Ljung och Lisa, född Nyström.